# Jean Pierre Étienne Vaucher
Jean Pierre Étienne Vaucher (Genebra, 1763 — Genebra, 6 de janeiro de 1841) foi um pastor e botânico suiço.